# Marcel Sâmpetru
Marcel Sânpetru (n.  ?, Traian, Brăila, România) a fost procurorul general adjunct al României din 2004 până în 2006.
În contul lui Marcel Sânpetru, presa a pus îngroparea dosarului Banca Agricolă, în care era cercetat Sorin Ovidiu Vîntu, și protejarea unor cercetați penal din cazurile RAFO și „Mafia SRI”.
A fost demis din funcția de procuror general adjunct al Romaniei pentru suspiciunea de a-l fi protejat pe Omar Hayssam. A fost consilier al președintelui Camerei Deputaților, Bogdan Olteanu până la data de 19 octombrie 2007, când a fost numit adjunct al șefului DGIPI (serviciul secret al poliției).
A fost trimis în judecată de DNA în aprilie 2013 pentru folosirea de informații nedestinate publicității, fiind achitat în primă instanță și condamnat definitiv de ÎCCJ în 2015 la închisoare cu suspendare.